# Firenzuola
Firenzuola is een gemeente in de Italiaanse provincie Florence (regio Toscane) en telt 4939 inwoners (31-12-2004). De oppervlakte bedraagt 271,9 km², de bevolkingsdichtheid is 18 inwoners per km².
De volgende frazioni maken deel uit van de gemeente: Barco, Bordignano, Borgo Santerno, Bruscoli, Casanuova, Castelvecchio, Castro San Martino, Coniale, Cornacchiaia, Covigliaio, Le Valli, Montalbano, Moraduccio, Moscheta, Piancaldoli, Pietramala, Rifredo, S. Jacopo a Castro, San Pellegrino, Segalari, Sigliola, Traversa, Valle Diaterna en Visignano.

## Demografie
Firenzuola telt ongeveer 2168 huishoudens. Het aantal inwoners daalde in de periode 1991-2001 met 0,7% volgens cijfers uit de tienjaarlijkse volkstellingen van ISTAT.
| Jaar | Inwoneraantal |
| ---- | ------------- |
| 1991 | 4844          |
| 2001 | 4812          |

## Geografie
De gemeente ligt op ongeveer 422 m boven zeeniveau.
Firenzuola grenst aan de volgende gemeenten: Barberino di Mugello, Borgo San Lorenzo, Castel del Rio (BO), Castiglione dei Pepoli (BO), Monghidoro (BO), Monterenzio (BO), Palazzuolo sul Senio, San Benedetto Val di Sambro (BO) en Scarperia.

## Galerij

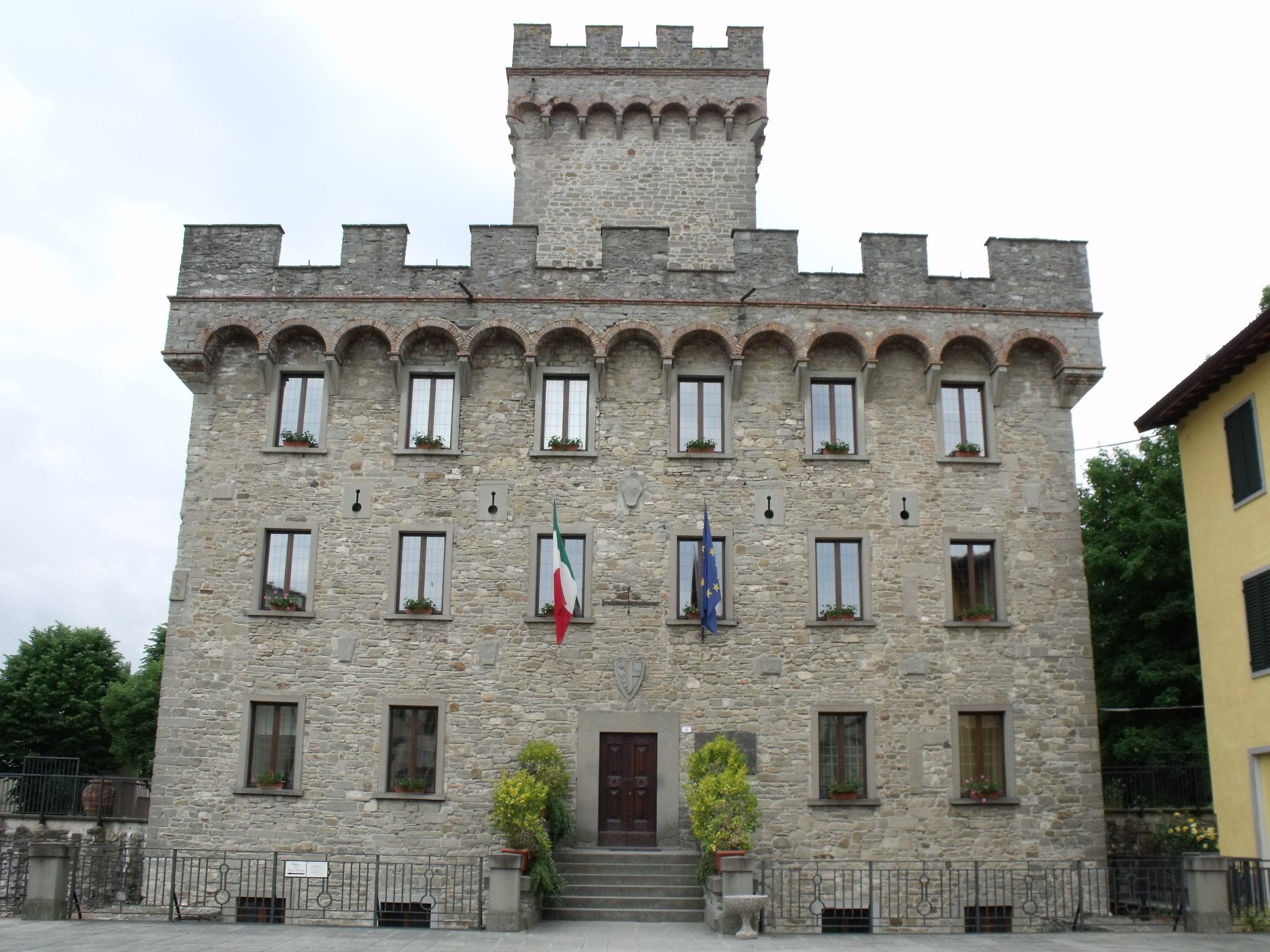
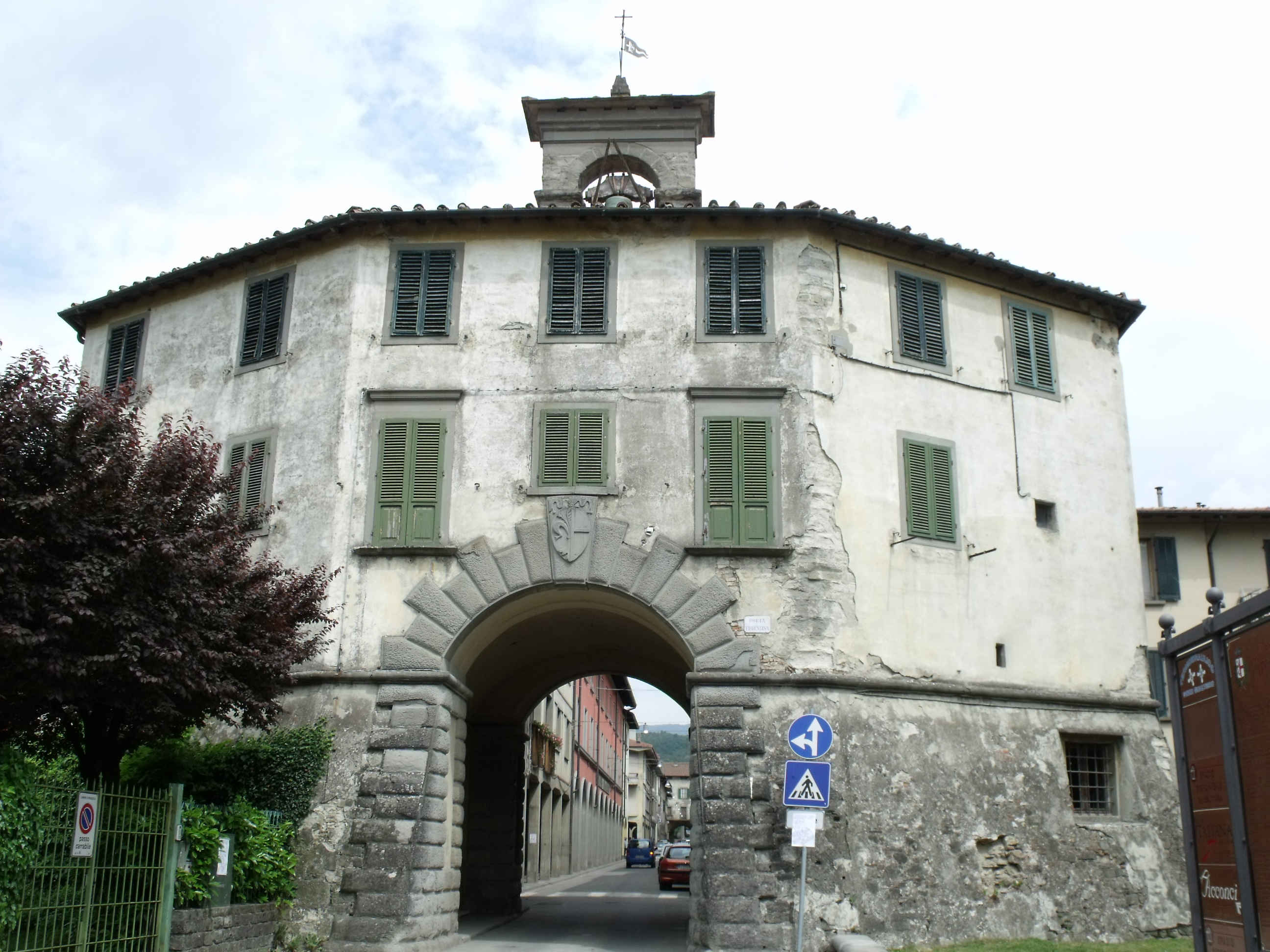
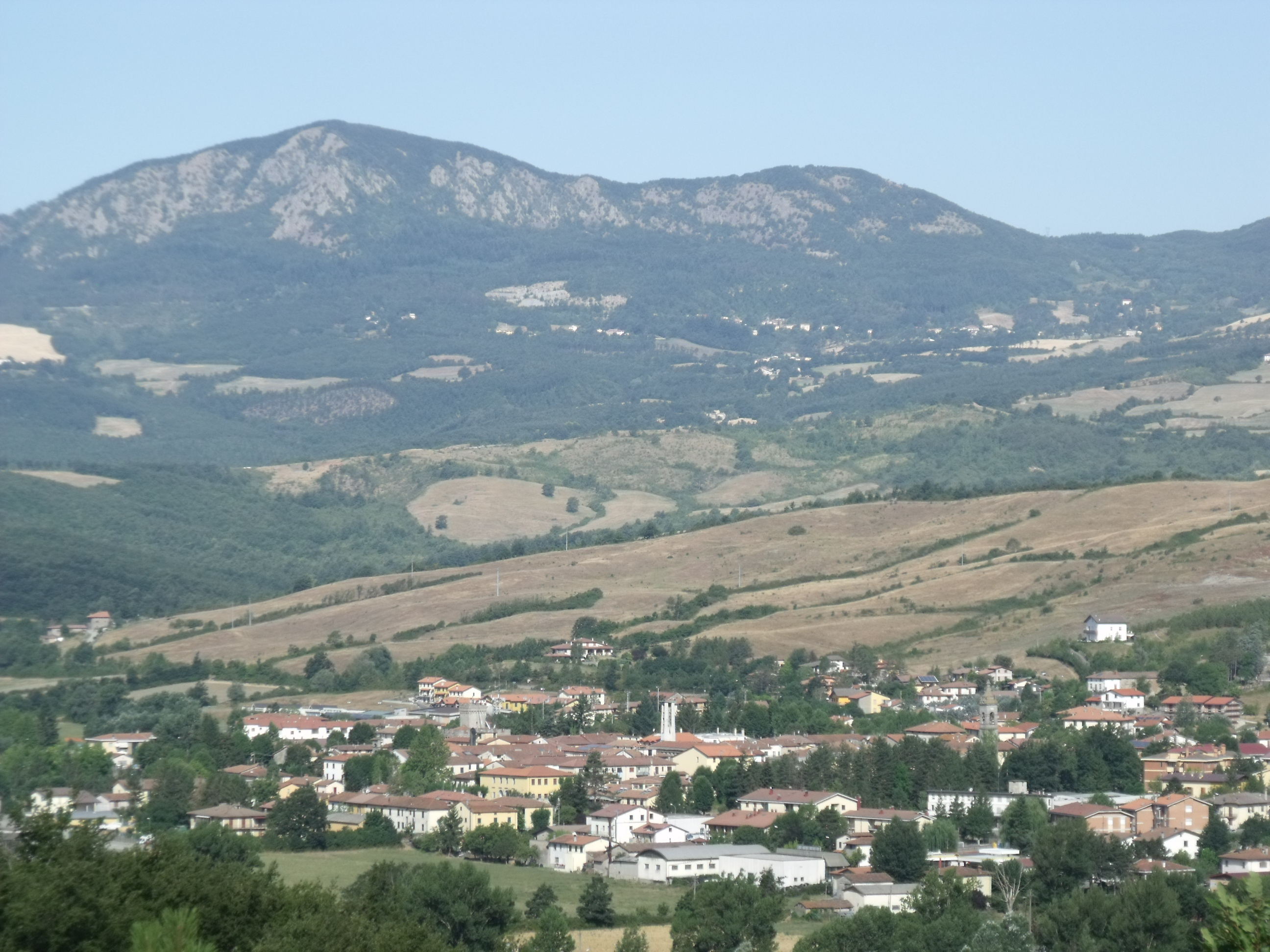